# Anne Thoynard de Jouy
Anne-Thoynard de Jouy, comtesse d’Esparbès de Lussan, född 1739, död 1825, var en fransk grevinna och salongsvärd, känd som älskarinna till Ludvig XV av Frankrike 1763–1765.

## Biografi
Anne Thoynard de Jouy var dotter till Barthélémy-François Thoynard och Anne-Marie-Jacqueline Lallemant de Lévignen. Hon gifte sig 1758 med greve Jean-Jacques Pierre d'Esparbès de Lussan du Gout, greve d'Esparbès. Hon var avlägset släkt med Madame de Pompadours make och tillhörde dennas krets vid hovet efter sitt giftermål.
Det var känt att hon och kungen ibland hade samlag, men det var en informell förbindelse. Efter Pompadours död 1764 blev det emellertid en fråga om vem som skulle ersätta henne som officiell mätress vid hovet, då denna roll inte antogs kunna fyllas av kungens inofficiella älskarinna Anne Couffier de Romans. Anne d'Esparbès och Béatrix de Choiseul-Stainville blev då invecklade i en rivalsituation som tilldrog sig mycket intresse av samtiden. Kungen föredrog d'Esparbès, och det ryktades att han skulle förklara henne som sin nästa officiella mätress. Efter en offentlig scen med hennes rivals bror ministern inställdes dock planen.
Anne d'Esparbès lämnade därefter hovet och visade sig inte där igen förrän efter Ludvig XV:s död 1774. Hon höll en litterär salong i Paris och var känd för sin kvickhet, då hon skrev en del uppmärksammade dikter och visor.  